# Soro (Ainaro)
Soro (Suro) ist ein Suco im osttimoresischen Verwaltungsamt Ainaro (Gemeinde Ainaro).

## Geographie
Soro liegt zwischen den Flüssen Belulik im Osten und Maumall im Westen. Jenseits des Maumall liegt der Suco Ainaro, jenseits des Belulik die Sucos Mauchiga (Verwaltungsamt Hatu-Builico) und Leolima (Verwaltungsamt Hato-Udo). die Flüsse gehören zum System des Belulik. Im Süden befindet sich der Suco Suro-Craic und nördlich der Suco Manutaci. Höchster Berg ist der Suro-lau (1261 m) in der Aldeia Terlora im Süden. Nördlich des Suro-laus liegt der Berg Surolan (1228 m).
Der Suco hat eine Fläche von 25,53 km² und teilt sich in die vier Aldeias Guer-Udo (Gerudu), Leolala (Leo-Lala), Poelau und Terlora.
Der Soro, Hauptort des Sucos liegt in seinem Nordwesten und dehnt sich über die Aldeias Leolala und Guer-Udo aus. Nordöstlich davon befindet sich in der Aldeia Poelau das Dorf Mamurlau (Mamurlao). Das Dorf Karlele liegt im Süden in der Aldeia Terlora. In Soro und in Karlele gibt es Grundschulen. Die Tecomsel betreibt einen Sendemast im Dorf Mamurlau.

## Einwohner
Im Suco leben insgesamt 2.580 Menschen (2022), davon sind 1.330 Männer und 1.250 Frauen. Im Suco gibt es 541 Haushalte. Über 90 % der Einwohner geben Tetum Prasa als ihre Muttersprache an. Etwa 5 % sprechen Mambai.

## Geschichte
Gouverneur José Celestino da Silva überlegte 1902 nah dem Berg Surolau eine Stadt zu gründen. Mangels Wasser und Sand für den Bau entschied man sich aber für einen nördlicher gelegenen Ort, wo heute die Stadt Ainaro liegt. 1907 gelang es Nai-Cau, dem Herren von Soro, sich vom Liurai von Atsabe loszulösen und sein eigenes Reich aufzubauen, dessen Grenzen im Osten und Süden bis nach Manufahi reichten.
1912 griff der aufständische Liurai Dom Boaventura während der Rebellion von Manufahi den portugiesischen Militärposten in Ainaro an, wurde aber mit Unterstützung von Nai-Cau, abgewehrt. Nai-Cau, wurde daher von den Timoresen der Verräter-Liurai genannt. Soro wurde zu einer der Basen, von denen aus die Portugiesen Manufahi bekämpften.

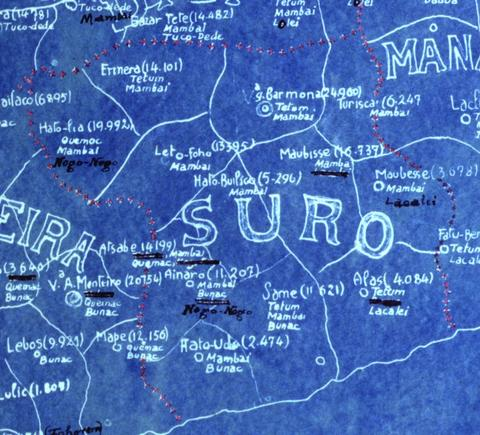
Der administrative Kreis Suro um 1940 beinhaltete sowohl Ainaro und Manufahi als auch weitere Gebiete im Westen

Nai-Caus Neffe Aleixo Corte-Real (geboren als Nai-Sesu), der bereits gegen Boaventura 1911/12 mitkämpfte, trat zum Christentum über. 1934 wurde Soro/Ainaro zusammen mit Manufahi und Gebieten im Norden und Westen zum Verwaltungsbezirk Suro zusammengefasst.
Während des Zweiten Weltkriegs wurde Portugiesisch-Timor ab 1942 von den Japanern besetzt und Schauplatz der Schlacht um Timor, in der australische Kommandos und ein Teil der Bevölkerung in Guerillataktik gegen die Besatzer kämpften. Bei der Rebellion von Maubisse am 11. August wurde von den anti-portugiesischen Colunas Negras ein portugiesischer Beamter getötet, die Kolonialmacht und die mit ihnen verbündeten Moradores konnten die Rebellen aber in die Berge vertreiben. Dom Aleixo Corte-Real, Neffe und Nachfolger von Nai-Cau als Liurai von Soro, entsandte seinen Sohn mit 350 Mann, um gegen die Colunas Negras vorzugehen. Ab März 1943 begannen die Japaner mit Luftangriffen gegen Ainaro und 7000 bis 8000 Colunas Negras fielen ein, um die anti-japanischen Kräfte zu bekämpfen.

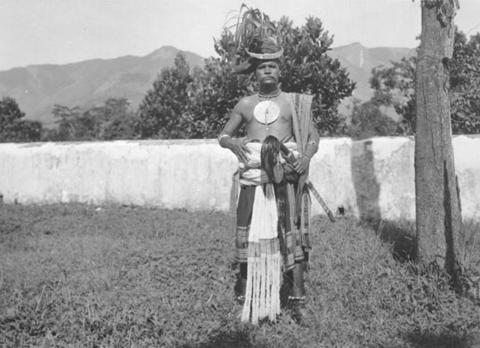
Dom Aleixo (um 1940)

Im Mai musste Dom Aleixo mit seinen Leuten aus seiner Residenz in der heutigen Stadt Ainaro fliehen und sich nach Hato-Udo zurückziehen, wo sie auf Quei-Bere, den Chef von Foho-Ai-Lico trafen. Quei-Bere war bereits auf die japanische Seite gewechselt. Er bot Dom Aleixo Schutz an und brachte ihn in das Dorf Hato-Udo, wo sie am 5. Mai 1943 eintrafen. 500 Colunas Negras und reguläre japanische Truppen erreichten die Siedlung noch am gleichen Tag und kesselten Dom Aleixo ein. Den Kriegern aus Ainaro ging die Munition zu Ende und sie mussten sich ergeben. Dom Aleixo, seine Familie, Nai-Chico (Chef von Hato-Udo) und andere Männer wurden festgenommen. Der Legende nach soll er sich geweigert haben die japanische Autorität anzuerkennen und die portugiesische Flagge, die er versteckte, nicht herausgeben wollte.
Dom Aleixo sah keine Chance zu entkommen. Nach japanischen Berichten verabschiedete sich von seinen Kindern, trug ihnen auf, ihre Mutter zu schützen und seinen Tod zu rächen. Dann versuchte er die japanische Wache am Eingang zu töten. Nach einem kurzen Ringen, wurde Dom Aleixo durch einen Stich mit einem Schwert in die Brust getötet. Nai-Chico wurde von einem anderen Japaner erschossen. Auch die Kinder Dom Aleixos griffen in den Kampf ein und kamen dabei um. Schließlich waren 80 Männer aus Ainaro tot, nur drei blieben am Leben. Die Frauen wurden in die Verantwortung von Quei-Bere übergeben. Ein Timorese namens Siri-Buti schnitt Dom Aleixo und Nai-Chico nach timoresischer Kriegstradition (Funu) die Köpfe ab und brachte sie nach Betano. Portugiesische Quellen geben an, dass Dom Aleixo und seine Familie hingerichtet worden seien.
Herrscher von Soro

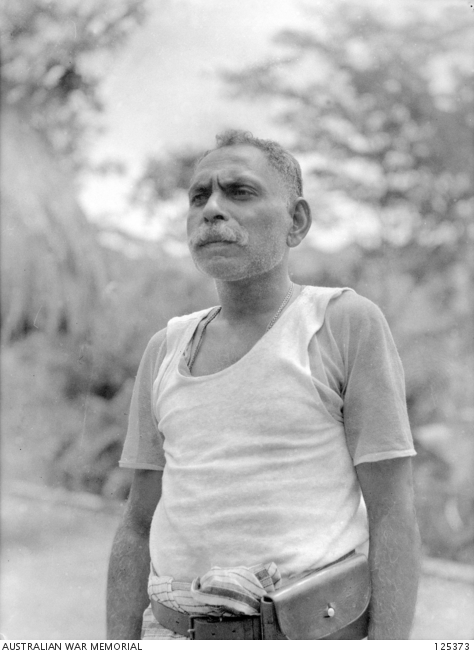
António, Herrscher von Soro (1946)

- Dom Nai-Cau (1907–1912) (Sohn von Tai-Mali aus Soro)
- Dom Aleixo Corte-Real (etwa 1912-1943) (Neffe)
- Dona Maria Amado de Jesus Corte-Real (1943–1960) (Witwe)

## Politik
Bei den Wahlen von 2004/2005 wurde Alicia da Gloria zur Chefe de Suco gewählt. Bei den Wahlen 2009 gewann Cipriano de Araújo und 2016 Miguel da Costa.